# Хьюз, Эдвард Роберт
Эдвард Роберт Хьюз (англ. Edward Robert Hughes; 5 ноября 1851, Лондон — 23 апреля 1914, Сент-Олбанс) — английский художник, писавший в стиле эстетизма и прерафаэлитизма.

## Биография
Родился в Кларкенуэлле в 1851 году, в семье Эдварда Хьюза и Гарриет Фурд. У него был младший брат, Уильям Артур Хьюз. Его дядя, Артур Хьюз, оказал сильное влияние на его творчество. Перед поступлением в  Королевскую Академию художеств Хьюз посещал школу Хизерли (Heatherley School of Fine Art) в Лондоне. В 1868 году поступил в Королевскую Академию художеств. Хотя прерафаэлитизм сыграл важную роль в формировании творчества Хьюза, эстетизм также прослеживается в его картинах.
Помимо того, что Хьюз сам был художником, он также был ассистентом в студии старшего художника и основателя Братства прерафаэлитов Уильяма Холмана Ханта. В конце жизни Хант страдал от глаукомы, и Хьюз внес существенный вклад в создание ряда картин Ханта. Две картины, над которыми Хьюз работал вместе с Хантом, были «Светоч мира», выставленная в соборе Святого Павла, и «Леди Шалотт» (The Lady of Shalott), выставленная в Уодсворт Атенеум.
Наиболее известные картины Эдварда Роберта Хьюза — Midsummer Eve и Night With Her Train of Stars.
На протяжении всей своей карьеры Хьюз выставлял свои работы в нескольких галереях Лондона: Галерея Дадли (Dudley Museum and Art Gallery), Галерея Гросвенор, Новая галерея, Королевская академия художеств, а в конце своей карьеры он выставлялся в Королевском обществе художников акварелистов (RWS).

## Список работ
- Pack Clouds Away and Welcome Day (1890)
- Невеста Бетручио (Betruccio’s Bride), 1895
- О, что это в лощине? (Oh, what’s that in the hollow?), ок.1895
- The Shrew Katherina (1898)
- Twixt Hope and Fear (ок.1900)
- Женщина выгуливает собаку, ок. 1900
- Усталая луна (Weary Moon), ок.1900
- The Valkyrie’s Vigil (1906)[4]
- Сердце снега (1907)
- Канун летнего солнцестояния (Midsummer Eve), ок.1908
- Сумеречные фантазии (1911)
- Night with Her Train of Stars(1912)
- День
- Idle Tears
- Making Music
- Ночь

## Галерея
- Ночь
- Невеста Бертучио (1895)
- О, что это в лощине? (ок.1895)
- Сердце снега (1907)
- Сумеречные фантазии (1911)
- Ночь со шлейфом звёзд (1912)